# Matti Heikkinen

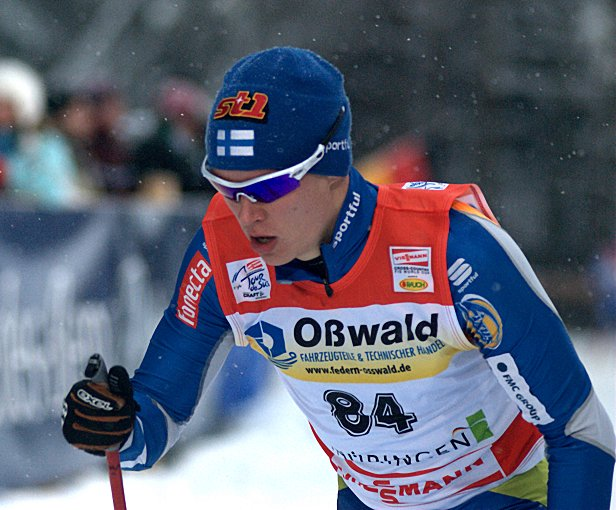
Heikkinen tijdens de Tour de Ski 2009/2010.

Matti Heikkinen (Kajaani, 19 december 1983) is een Finse langlaufer. Hij vertegenwoordigde zijn vaderland op de Olympische Winterspelen 2010 in Vancouver, op de Olympische Winterspelen 2014 in Sotsji en op de Olympische Winterspelen 2018 in Pyeongchang.

## Carrière
Heikkinen maakte zijn wereldbekerdebuut in november 2002 in Kiruna. Zijn eerste wereldbekerpunt scoorde hij twee jaar later in Ramsau. In maart 2008 eindigde de Fin in Lahti voor de eerste maal in de toptien tijdens een wereldbekerwedstrijd. Op de wereldkampioenschappen langlaufen 2009 in Liberec veroverde Heikkinen de bronzen medaille op de 15 kilometer klassieke stijl, op de 30 kilometer achtervolging eindigde hij als elfde en op de 50 kilometer vrije stijl als 37e. Samen met Sami Jauhojärvi, Teemu Kattilakoski en Ville Nousiainen sleepte hij de bronzen medaille in de wacht op de estafette. Op 12 december 2009 boekte de Fin in Davos zijn eerste wereldbekerzege. Tijdens de Olympische Winterspelen van 2010 in Vancouver eindigde hij als 39e op de 15 kilometer vrije stijl. Op de estafette eindigde hij samen met Sami Jauhojärvi, Teemu Kattilakoski en Ville Nousiainen op de vijfde plaats.
In Oslo nam Heikkinen deel aan de wereldkampioenschappen langlaufen 2011. Op dit toernooi werd hij wereldkampioen op de 15 kilometer klassieke stijl, daarnaast eindigde hij als achttiende op de 30 kilometer achtervolging. Samen met Ville Nousiainen, Sami Jauhojärvi en Juha Lallukka eindigde hij als vierde op de estafette. Op de wereldkampioenschappen langlaufen 2013 in Val di Fiemme eindigde de Fin als twaalfde op de 15 kilometer vrije stijl, als zeventiende op de 30 kilometer skiatlon en als 25e op de 50 kilometer klassieke stijl. Op de estafette eindigde hij samen met Sami Jauhojärvi, Ville Nousiainen en Lari Lehtonen op de vijfde plaats. Tijdens de Olympische Winterspelen van 2014 in Sotsji eindigde hij als vijftiende op de 50 kilometer vrije stijl, als twintigste op de 15 kilometer klassieke stijl en als 39e op de 30 kilometer skiatlon. Samen met Sami Jauhojärvi, Iivo Niskanen en Lari Lehtonen eindigde hij als zesde op de estafette.
In Falun nam Heikkinen deel aan de wereldkampioenschappen langlaufen 2015. Op dit toernooi eindigde hij als zestiende op de 30 kilometer skiatlon, als twintigste op de 50 kilometer klassieke stijl en als 21e op de 15 kilometer vrije stijl. Op de estafette eindigde hij samen met Sami Jauhojärvi, Iivo Niskanen en Ville Nousiainen op de achtste plaats. Op de wereldkampioenschappen langlaufen 2017 in Lahti behaalde de Fin de bronzen medaille op de 50 kilometer vrije stijl. Daarnaast eindigde hij als elfde op de 15 kilometer klassieke stijl en als achttiende op de 30 kilometer skiatlon. Samen met Sami Jauhojärvi, Iivo Niskanen en Lari Lehtonen eindigde hij als vierde op de estafette. Tijdens de Olympische Winterspelen van 2018 in Pyeongchang eindigde hij als tiende op de 15 kilometer vrije stijl, als 21e op de 30 kilometer skiatlon en als 25e op de 50 kilometer klassieke stijl. Op de estafette eindigde hij samen Perttu Hyvärinen, Iivo Niskanen en Lari Lehtonen op de vierde plaats.
In Seefeld nam Heikkinen deel aan de wereldkampioenschappen langlaufen 2019. Op dit toernooi eindigde hij als elfde op de 50 kilometer vrije stijl en als twaalfde op de 30 kilometer skiatlon. Samen met Ristomatti Hakola, Iivo Niskanen en Perttu Hyvärinen eindigde hij als vierde op de estafette.

## Resultaten

### Olympische Spelen
| Jaar | Plaats      | Resultaten                                                                              |
| ---- | ----------- | --------------------------------------------------------------------------------------- |
| 2010 | Vancouver   | 39e 15 km vrije stijl DNF 30 km achtervolging 5e 4×10 km estafette                      |
| 2014 | Sotsji      | 20e 15 km klassieke stijl 39e 30 km skiatlon 15e 50 km vrije stijl 6e 4×10 km estafette |
| 2018 | Pyeongchang | 10e 15 km vrije stijl 21e 30 km skiatlon 25e 50 km klassieke stijl 4e 4×10 km estafette |

### Wereldkampioenschappen
| Jaar | Plaats        | Resultaten                                                                                  |
| ---- | ------------- | ------------------------------------------------------------------------------------------- |
| 2009 | Liberec       | 15 km klassieke stijl · 11e 30 km achtervolging · 37e 50 km vrije stijl · 4×10 km estafette |
| 2011 | Oslo          | 15 km klassieke stijl · 18e 30 km achtervolging · 4e 4×10 km estafette                      |
| 2013 | Val di Fiemme | 12e 15 km vrije stijl 17e 30 km skiatlon 25e 50 km klassieke stijl 5e 4×10 km estafette     |
| 2015 | Falun         | 21e 15 km vrije stijl 16e 30 km skiatlon 20e 50 km klassieke stijl 8e 4×10 km estafette     |
| 2017 | Lahti         | 11e 15 km klassieke stijl · 18e 30 km skiatlon · 50 km vrije stijl · 5e 4×10 km estafette   |
| 2019 | Seefeld       | 12e 30 km skiatlon 11e 50 km vrije stijl 4e 4×10 km estafette                               |

### Wereldkampioenschappen junioren
| Jaar | Plaats    | Resultaten                                     |
| ---- | --------- | ---------------------------------------------- |
| 2002 | Schonach  | 38e Sprint (vrije stijl) 8e 10 km vrije stijl  |
| 2003 | Solleftea | 7e 10 km klassieke stijl 42e 30 km vrije stijl |

### Wereldbeker
Eindklasseringen
| Seizoen   | Algm | DI    | SP   | TdS |
| --------- | ---- | ----- | ---- | --- |
| 2004/2005 | 156e | 98e   | -    | -   |
| 2006/2007 | 169e | 113e  | -    | -   |
| 2007/2008 | 65e  | 44e   | 71e  | -   |
| 2008/2009 | 30e  | 19e   | 102e | 26e |
| 2009/2010 | 13e  | 9e    | 72e  | 12e |
| 2010/2011 | 25e  | 18e   | 54e  | DNF |
| 2011/2012 | 44e  | 28e   | -    | 24e |
| 2012/2013 | 39e  | 27e   | -    | DNF |
| 2013/2014 | 28e  | 19e   | -    | DNF |
| 2014/2015 | 20e  | 15e   | -    | -   |
| 2015/2016 | 17e  | 17e   | -    | 18e |
| 2016/2017 | 5e   | Brons | -    | 5e  |
| 2017/2018 | 35e  | 24e   | -    | -   |
| 2018/2019 | 120e | 83e   | -    | -   |

Wereldbekerzeges
| Datum            | Plaats      | Onderdeel                             |
| ---------------- | ----------- | ------------------------------------- |
| 12 december 2009 | Davos       | 15 km vrije stijl                     |
| 3 januari 2011   | Oberstdorf  | 20 km skiatlon TdS                    |
| 11 maart 2016    | Canmore     | 15 km vrije stijl                     |
| 4 december 2016  | Lillehammer | 15 km klassieke stijl (handicapstart) |